# Canton d'Alfortville-Sud
Le canton de Alfortville-Sud est une ancienne division administrative française située dans le département du Val-de-Marne et la région Île-de-France.
Il disparait en 2015, son territoire étant intégré dans le canton d'Alfortville.

## Géographie
Le canton d'Alfortville-Sud se trouve originellement dans le département du Val-de-Marne (94). Regroupant la partie sud de la ville d’Alfortville, qui se trouve au sud-est de Paris (3 km), il se situe face à Vitry-sur-Seine. Les deux villes sont séparées par la Seine.

## Histoire
Le canton d'Alfortville-Sud a été créé par le démembrement du canton d'Alfortville, renommé à cette occasion canton d'Alfortville-Nord, par le décret du 24 décembre 1984. Il comprenait la partie sud de la commune d'Alfortville.
Un nouveau découpage territorial du Val-de-Marne entre en vigueur à l'occasion des premières élections départementales suivant le décret du 17 février 2014. Les conseillers départementaux sont, à compter de ces élections, élus au scrutin majoritaire binominal mixte. Les électeurs de chaque canton élisent au Conseil départemental, nouvelle appellation du Conseil général, deux membres de sexe différent, qui se présentent en binôme de candidats. Les conseillers départementaux sont élus pour 6 ans au scrutin binominal majoritaire à deux tours, l'accès au second tour nécessitant 12,5 % des inscrits au 1er tour. En outre la totalité des conseillers départementaux est renouvelée. Ce nouveau mode de scrutin nécessite un redécoupage des cantons dont le nombre est divisé par deux avec arrondi à l'unité impaire supérieure si ce nombre n'est pas entier impair, assorti de conditions de seuils minimaux. Dans le Val-de-Marne, le nombre de cantons passe ainsi de 49 à 25.
Dans ce cadre, les deux anciens cantons d'Alfortville sont regroupés pour former le canton d'Alfortville, qui est formé d'une seule commune.

## Administration
| Période         | Période          | Identité              | Étiquette | Qualité |
| --------------- | ---------------- | --------------------- | --------- | --- |
| 1985            | 1992             | Jean-Pierre Cot       | PS        | Professeur agrégé de droit Député de la Savoie (1973 → 1981) Député européen (1978-1979 et 1984-1994) Ministre (1981 → 1982) Conseiller général du canton de Chamoux-sur-Gelon (1973→ 1985) |
| 1992            | 2011             | Jean-Pierre Moranchel | PS        | Instituteur Ancien conseiller municipal d'Alfortville |
| mars 2011       | 14 octobre 2011, | Isabelle Santiago     | PS        | Chargée de mission Conseillère municipale d'Alfortville Conseillère générale du canton d'Alfortville-Nord (octobre 2011 → 2015)                                                             |
| 14 octobre 2011 | 2015             | Mohamed Chikouche     | PS        | Employé Conseiller départemental du canton d'Alfortville (2015 → ) |

## Composition
Le canton d'Alfortville-Sud recouvrait, selon la toponymie du décret de 1984,  « la portion de territoire de la commune d'Alfortville située au sud d'une ligne définie par l'axe de l'avenue Malleret-Joinville (à partir de la limite de la commune de Maisons-Alfort) et de l'avenue du Général-Leclerc et par une ligne imaginaire tracée dans le prolongement de l'axe de l'avenue du Général-Leclerc jusqu'à la limite de la commune de Vitry-sur-Seine ». Le surplus de la commune était inclus dans le canton d'Alfortville-Nord.
| Communes                      | Population (2012) | Code postal | Code Insee |
| ----------------------------- | ----------------- | ----------- | ---------- |
| Alfortville (commune entière) | 36 232            | 94 140      | 94 002     |

## Démographie
| 1962 | 1968 | 1975 | 1982 | 1990   | 1999   | 2009 |
| ---- | ---- | ---- | ---- | ------ | ------ | ---- |
| -    | -    | -    | -    | 16 985 | 16 386 | -    |